# Fokker F.IX
Fokker F.IX là một loại máy bay chở khách được phát triển tại Hà Lan vào cuối thập niên 1920, nhằm cung cấp cho KLM một máy bay thích hợp cho các dịch vụ thường xuyên giữa Đông Ấn Hà Lan. Khi cuộc đại suy thoái diễn ra thì các kế hoạch buộc phải trì hoãn, thị trường cho máy bay cũng mất, dù nó đã được trang bị cho Không quân Tiệp Khắc làm máy bay ném bom.

## Biến thể

### Fokker
F-IX
Máy bay chở khách ba động cơ cho KLM.

### Avia
F.39Máy bay ném bom ba động cơ cho Không quân Tiệp Khắc.
F.139Phiên bản hai động cơ đề xuất của F.39. Không chế tạo.
F-IX DMáy bay chở khách ba động cơ cho Czechoslovakian Airlines.

## Quốc gia sử dụng
Independent State of Croatia
- Zrakoplovstvo Nezavisne Države Hrvatske

 Tiệp Khắc
- Czechoslovakian Airlines sử dụng 2 chiếc.
- Không quân Tiệp Khắc

 Germany
- Luftwaffe sử dụng 1 chiếc tịch thu được.

 Hà Lan
- KLM sử dụng 2 chiếc.

 Cộng hòa Tây Ban Nha
- Không quân Cộng hòa Tây Ban Nha

 Kingdom of Yugoslavia
- Không quân Hoàng gia Nam Tư

## Tính năng kỹ chiến thuật (Fokker F.IX)

### Đặc điểm riêng
- Tổ lái: 2
- Sức chứa: 20 hành khách
- Chiều dài: 19,31 m (63 ft 4 in)
- Sải cánh: 27,16 m (89 ft 1 in)
- Trọng lượng rỗng: 5.450 kg (12.015 lb)
- Trọng lượng cất cánh tối đa: 9.000 kg (19.842 lb)
- Động cơ: 3 × Gnome-Rhône 9A Jupiter, 360 kW (480 hp) mỗi chiếc

### Hiệu suất bay
- Vận tốc cực đại: 172 km/h (107 mph; 93 kn)
- Tầm bay: 1.150 km (715 mi; 621 nmi)